# Ukrajina na Letních olympijských hrách 2000
Ukrajina na Letních olympijských hrách 2000 v Sydney reprezentovalo 230 sportovců, z toho 139 mužů a 91 žen. Nejmladším účastníkem byla Olha Beresneva (14 let, 345 dní), nejstarší pak Serhiy Pichuhin (39 let, 189 dní) . Reprezentanti vybojovali 23 medailí, z toho 3 zlaté, 10 stříbrných a 10 bronzových.

## Medailisté
| Medaile | Jméno | Sport                | Disciplína                             |
| ------- | --- | -------------------- | -------------------------------------- |
| Zlato   | Jana Kločkovová                                                                                               | Plavání              | Ženy polohový závod 200 m              |
| Zlato   | Jana Kločkovová                                                                                               | Plavání              | Ženy polohový závod 400 m              |
| Zlato   | Mykola Milčev                                                                                                 | Sportovní střelba    | Muži skeet                             |
| Stříbro | Denys Sylantyev                                                                                               | Plavání              | Muži motýlek 200 m                     |
| Stříbro | Jana Kločkovová                                                                                               | Plavání              | Ženy volný způsob 800 m                |
| Stříbro | Jevgen Buslovyč                                                                                               | Zápas                | Muži volný styl do 58 kg               |
| Stříbro | Andreas Kotelnik                                                                                              | Box                  | Muži lehká váha do 60 kg               |
| Stříbro | Davit Saldadze                                                                                                | Zápas                | Muži řecko-římský do 97 kg             |
| Stříbro | Oksana Cyhulevová                                                                                             | Skoky na trampolíně  | Ženy trampolina                        |
| Stříbro | Kateryna Serdyuk Nataliya Burdenya Olena Sadovnycha                                                           | Lukostřelba          | Družstvo žen                           |
| Stříbro | Sergey Dotsenko                                                                                               | Box                  | Muži váha lehká střední do 67 kg       |
| Stříbro | Sergiy Chernyavskyy Oleksandr Fedenko Sergiy Matveyev Alexander Symonenko                                     | Cyklistika           | Družstvo mužů - 4 000 m                |
| Stříbro | Alexander Beresch Valeriy Goncharov Ruslan Myezyentsev Valeriy Pereshkura Alexandre Svetlichnyi Roman Zozulja | Sportovní gymnastika | Družstvo mužů                          |
| Bronz   | Roman Ščurenko                                                                                                | Atletika             | Muži skok daleký                       |
| Bronz   | Olena Hovorovová                                                                                              | Atletika             | Ženy trojskok                          |
| Bronz   | Vladimir Sidorenko                                                                                            | Box                  | Muži váha muší do 51 kg                |
| Bronz   | Sergey Danilchenko                                                                                            | Box                  | Muži váha bantamová do 54 kg           |
| Bronz   | Andriy Fedchuk                                                                                                | Box                  | Muži váha polotěžká do 81 kg           |
| Bronz   | Iryna Yanovych                                                                                                | Cyklistika           | Ženy sprint                            |
| Bronz   | Ganna Sorokinová Jelena Župinová                                                                              | Skoky do vody        | Ženy synchronizované skoky z prkna 3 m |
| Bronz   | Oleksandr Beresh                                                                                              | Sportovní gymnastika | Muži víceboj – jednotlivci             |
| Bronz   | Ruslan Mašurenko                                                                                              | Judo                 | Muži do 90 kg                          |
| Bronz   | Olena Pakholchik Ruslana Taran                                                                                | Jachting             | Ženy sailing                           |